# Vincent Craig Dupree
Vincent Craig Dupree (ur. 14 lipca 1955)– amerykański aktor filmowy i telewizyjny, znany również jako V.C. Dupree.

## Życiorys
Jako aktor debiutował w 1985 występem w filmie American Drive-In. Po gościnnych rolach w popularnych serialach telewizyjnych został obsadzony jako Julius Gaw, licealny bokser, w horrorze wytwórni Paramount Pictures Piątek, trzynastego VIII: Jason zdobywa Manhattan (Friday the 13th Part VIII: Jason Takes Manhattan, 1989). Karierę aktora kinowego i telewizyjnego kontynuował do 1993 roku. Po ponad piętnastoletniej przerwie w zawodzie, w 2009 pojawił się w odcinku serialu ABC Eastwick.

## Filmografia

### Filmy
- 1985: American Drive-In jako Gene
- 1989: Piątek, trzynastego VIII: Jason zdobywa Manhattan (Friday the 13th Part VIII: Jason Takes Manhattan) jako Julius Gaw
- 1990: Monday Morning jako Tommy Woods
- 1990: Oddział Specjalny (Matrial Law, wideo) jako Faster Brown
- 1991: Do szaleństwa (Dutch) jako facet w autobusie
- 1992: South Central jako Loco
- 1993: Niezniszczalny Kelly (Reckless Kelly) jako facet w Hollywood
- 2013: Crystal Lake Memories: The Complete History of Friday the 13th (film dokumentalny) w roli samego siebie
- 2014: Bad Behavior (film krótkometrażowy) jako sprzedawca

### Seriale TV
- 1985: Nieustraszony (Knight Rider) jako członek gangu
- 1988: Inny świat (A Different World) jako chłopak w barze
- 1988: Koszmary Freddy’ego (Freddy’s Nightmares) jako dzieciak
- 1988: Paradise, znaczy raj (Paradise) jako Bobby
- 1989: Hard Time on Planet Earth jako Wright
- 1989: China Beach jako America
- 1990: Ogień Gabriela (Gabriel’s Fire) jako nastolatek
- 2009: Eastwick jako Edgar